# Blinde Weide, schlafende Frau
Blinde Weide, schlafende Frau ist eine Sammlung von 24 Kurzgeschichten von Haruki Murakami – darunter auch die titelgebende Kurzgeschichte –, die auf Japanisch zwischen 1983 und 2005 erschienen. Auf Deutsch erschien der Sammelband in der Übersetzung durch Ursula Gräfe erstmals 2006 im DuMont Buchverlag.

## Inhalt

### Blinde Weide, schlafende Frau
Während eines Ausflugs mit seinem vierzehnjährigen Cousin erinnert sich der Erzähler an eine Begebenheit, die vor acht Jahren stattfand. Damals kannte ein Freund ein Mädchen, das im Krankenhaus lag und das ihm einen Baum der Art Blinde Weide zeichnete, die zwar sehr klein sei, aber tiefe Wurzeln habe. Fliegen, die mit dem Blütenstaub in Berührung kamen, würden schlafenden Frauen in die Ohren fliegen und diese von innen heraus auffressen.

### Birthday Girl
Eine Kellnerin in Tokio hat an ihrem zwanzigsten Geburtstag Dienst. Durch Zufall erfährt ein Gast von ihrem Geburtstag und erfüllt ihr einen Wunsch. Einige Jahre später hat sie einen besseren Job, ist glücklich verheiratet und fährt einen Audi.

### Das New Yorker Minenunglück
Ein Freund des Erzählers besucht regelmäßig den Zoo und trinkt dabei Alkohol. Er stirbt achtundzwanzigjährig. Kurz darauf kommen auch andere Freunde des Erzählers ums Leben. Die Geschichte endet, indem ein Dialog während eines Minenunglücks eingeblendet wird.

### Das Flugzeug oder Wie er mit sich selbst sprach, als würde er ein Gedicht aufsagen
Ein zwanzigjähriger Mann, der für eine Reiseagentur arbeitet, führt unter der Dusche ein Selbstgespräch, in dem die Worte Das Flugzeug fliegt vorkommen. Für seine Frau hört sich das Gestammel wie ein Gedicht an.

### Der Spiegel
Während der Studentenunruhen Ende der 1960er Jahre lehnt es der Erzähler ab, an die Universität zu gehen. Stattdessen arbeitet er als Nachtwächter in einer Schule und erschrickt vor seinem Spiegelbild.

### Ein modernes Volksmärchen für meine Generation. Aus der Vorgeschichte des Spätkapitalismus
Ein Bekannter, der nach den Studentenunruhen Karriere gemacht hat, trifft sich mit dem Erzähler in Italien. Dort verrät er ihm, dass er in einer Nacht einen Anruf seiner früheren Freundin bekommen hat, obwohl er schon lange verheiratet war. Es kommt zwischen den beiden zu einem Treffen, jedoch nicht zu Sex.

### Das Jagdmesser
Am letzten Tag im Badeurlaub lernt der Erzähler eine frühere Stewardess kennen und einen Mann, der Gefallen am Messer des Erzählers findet. Während der Erzähler die Funktionen des Messers demonstriert, erinnert er sich wieder an die Stewardess.

### Känguruwetter
Eine Freundin will mit dem Erzähler in den Zoo, um sich dort die Kängurubabys anzusehen. Sie ist jedoch enttäuscht, da das Baby schon ausgewachsen zu sein scheint.

### Zwergtaucher
Der Erzähler ist auf der Suche nach einem Passwort, das Zwergtaucher lauten könnte. Er wird jedoch skeptisch, da in der Beschreibung steht, dass der Gegenstand nicht essbar sei. Als der Erzähler beweisen kann, dass Zwergtaucher tatsächlich nicht essbar sind, öffnet sich das Tor.

### Menschenfressende Katzen
Im Urlaub in Griechenland liest der Erzähler eine Schlagzeile, in der steht, dass die Leiche einer alten Frau von deren Katzen gefressen wurde. Der Erzähler stellt sich die Frage, ob die Katzen nun getötet werden, da sie Menschenfleisch gefressen haben, oder nicht. Kurz darauf wird er von seiner Frau verlassen.

### Die Geschichte mit der armen Tante
Der Erzähler philosophiert darüber, dass es wahrscheinlich überall eine alte Tante gibt, die zu den eher unbeliebteren Gästen auf Familienfeiern gehören und deren Geschenke man nicht wertschätzt. Am Ende kommt ihm der Gedanke, dass in 10.000 Jahren die Gesellschaft nur noch aus alten Tanten bestehen könnte.

### Erbrechen 1979
Ein Freund des Erzählers, der schamlos außerehelichen Sex mit Freundinnen und Frauen seiner Freunde hat, wird 1979 für 40 Tage von Übelkeit geplagt. Er fragt sich zum Schluss, ob dies die Strafe für sein unstetes Verhalten sei und ob dies auch seinen Freund, den Schriftsteller Haruki Murakami, treffen könnte.

### Der siebte Mann
Während seiner Kindheit in einer japanischen Küstenstadt ist der Erzähler mit K. befreundet. Dieser wird bei einem Taifun von einer Welle erfasst und kommt dabei ums Leben. Als ihn als Erwachsener die Erinnerung an den Vorfall heimsucht, nimmt der Erzähler Urlaub und kehrt in die Küstenstadt zurück.

### Im Jahr der Spaghetti
Für den Ich-Erzähler war 1971 das Jahr der Spaghetti, da er in diesem Jahr besonders oft Spaghetti gekocht hat. Die Spaghetti erinnern den Erzähler aber auch an seine damalige Einsamkeit.

### Tony Takani
Der Vater von Tony Takani war ein japanischer Jazz-Musiker, der nach Shanghai ausgewandert ist und dort erfolgreich wurde. Nachdem sein Sohn nach Japan zurückgekehrt ist, führt er eine Ehe mit einer Frau, die exzessiv luxuriöse Kleidungsstücke kauft. Nach ihrem plötzlichen Unfalltod verkauft er diese Kleidungsstücke, um nicht mehr an seine Frau erinnert zu werden. Als sein Vater stirbt, verkauft er ebenfalls dessen Jazzplatten.

### Aufstieg und Fall von Knasper
Der Erzähler stößt in einer Werbeanzeige auf die Süßigkeit Knasper, von der er noch nie gehört hat. Später erfährt er, dass es Knasper angeblich schon im 8. Jahrhundert gegeben haben soll. Besonderer Stolz des Unternehmens sind die Knasperkrähen, die sich nur von Knasper ernähren. An diesem Punkt wird es dem Erzähler zu bunt.

### Der Eismann
Eine Frau lernt in einem Wintersporthotel den Eismann kennen. Nachdem sie geheiratet haben, wollen sie gemeinsam verreisen. Die Frau schlägt zunächst den Südpol vor, entscheidet sich später aber für ein ernstgemeintes Reiseziel. Der Eismann will nun unbedingt an den Südpol und beide treten die Reise an. Diese wird für die Frau zur Tortur.

### Krebse
Ein Japaner, der sich mit seiner Frau in Singapur aufhält, isst dort Krebse, die es dort günstig in vielen Variationen gibt. Da ihm die Krebse so gut schmecken, beschließen sie, jeden Tag Krebse zu essen. Bald darauf wird dem Mann davon übel und er beschließt, nie wieder Krebse zu essen.

### Glühwürmchen
In den Jahren 1967 und 1968 wohnt der Erzähler mit einem Kommilitonen in einem Studentenwohnheim. Dieser nimmt sich eines Tages in seinem Honda das Leben. Wenig später bekommt der Erzähler ein Glühwürmchen in einem Glas geschenkt. Seit dieser Zeit erinnern ihn Glühwürmchen an diese Ereignisse.

### Der Zufallsreisende
Der Autor, Haruki Murakami, gibt sich als der Ich-Erzähler zu erkennen. Er erzählt von Erlebnissen in einer Jazz-Bar und vom Coming-out eines bekannten Klavierstimmers.

### Hanalei Bay
Der Sohn der Japanerin Sachi starb bei einem Haiangriff auf Hawaii. Danach besucht die Pianistin jedes Jahr während des Todestages Hawaii. In einer hawaiianischen Bar wird sie rassistisch beleidigt, woraufhin sie nach Japan zurückkehrt. Dort trifft sie einen japanischen Surfer aus dem Hawaiiurlaub wieder.

### Der nierenförmige Stein, der jeden Tag wandert
Junpei möchte Schriftsteller werden und hat von seinem Vater den Rat bekommen, dass es genau drei Frauen im Leben eines Mannes gibt, die ihm etwas bedeuten werden. Währenddessen schreibt er eine Geschichte, über einen nierenförmigen Stein, den eine Ärztin einem Patienten einpflanzt.

### Wo ich es vielleicht finde
Der Mann einer alten Frau wurde von einer Straßenbahn überfahren, so dass diese von nun an in Angstzuständen lebt. Eine andere Frau verliert ihren Mann auf der Treppe zwischen dem 24. und 25. Stockwerk eines Hochhauses. Zum Schluss lernt der Erzähler einen Börsenmakler kennen. Er macht sich zu allen Notizen und erkennt schließlich einen Zusammenhang.

### Der Affe von Shinagawa
Eine junge Frau kann sich ihren eigenen Namen nicht merken. Hinzu kommt, dass sie seit kurzem mit einem neuen Mann verheiratet ist und ihren Nachnamen wieder geändert hat. Eines Tages lässt sie sich ein Armband mit ihrem Namen machen. Auf der Arbeit bei einem Honda-Händler verwendet sie aus Bequemlichkeit ihren Mädchennamen. Als sie bei einer Therapeutin über den Grund ihrer Vergesslichkeit spricht, meint sie, ein Affe habe ihre Namensschilder gestohlen.

## Kritik
„Meist sind es männliche, etwas verlorene Ich-Erzähler, unter denen sich unvermittelt der Boden auftut. Seltsame Bekanntschaften, geheimnisvolle Begegnungen, das Ich bleibt staunend, passiv, schaut nur für einen Augenblick hinein in eine Anderswelt. Nach ein, zwei Szenen wird dann wieder ausgeblendet, vieldeutig und lakonisch, genau an jenem Punkt, an dem ein Weiterschreiben Festlegung bedeuten würde: "Blinde Weide, schlafende Frau" führt zwanzigmal denselben Trick vor, Schwebezustände, ein bisschen parabelhaft, ein bisschen augenzwinkernd. Rätselbilder, ein bisschen manieriert.“